# 4367 Meech
4367 Meech је астероид главног астероидног појаса са средњом удаљеношћу од Сунца која износи 2,881 астрономских јединица (АЈ).
Апсолутна магнитуда астероида је 12,5.